# Île de Vassivière
Pour les articles homonymes, voir Vassivière.
L'île de Vassivière est une île lacustre située sur le lac de Vassivière, à cheval sur les départements de la Creuse et de la Haute-Vienne. Elle a été créée artificiellement avec la construction barrage de Vassivière en 1950.

## Géographie
L'île de Vassivière appartient principalement à la commune haut-viennoise de Beaumont-du-Lac, mais également en partie à la commune creusoise de Royère-de-Vassivière. Elle est située dans la moitié occidentale du lac de Vassivière.
C'est la plus grande des îles du lac, et la seule qui soit occupée par des installations humaines et reliée au rivage par une route (l'accès y est toutefois réglementé). Elle culmine à 711 mètres d'altitude, quand le rivage se situe à environ 650 mètres.

## Histoire
Créée par la mise en eau du lac de Vassivière en 1950, l'île est un lieu touristique majeur du parc naturel régional de Millevaches en Limousin.
Sur l'île se déroulait chaque année en juin, jusqu'en 2006[Depuis quand ?], le festival Tous en scène. Le festival Paroles de conteurs s'y déroule fin août depuis 1995, ainsi que le festival estival Destination ailleurs[Depuis quand ?].

### Centre d'art contemporain
L'île de Vassivière abrite depuis 1990 le Centre international d'art et du paysage de Vassivière. Les bâtiments ont été construits par les architectes Xavier Fabre et Aldo Rossi. Le phare du centre d'art, de forme conique, est adjacent à une longue nef qui sert de lieu d'exposition pour des artistes contemporains.
L'île comprend également un parc-parcours de sculptures contemporaines qui accueille chaque année des œuvres d'artistes du monde entier. À la suite du premier symposium de sculptures en 1983 à l'initiative de LAC & S et autour de son dynamique Président Marc Sautivet, puis des installations de Bouillon, Estaque (de 1984 à 1989), le musée en plein air est complété par des commandes à partir de 1990. Il comprend des œuvres de David Nash, Bernard Calet, Per Barclay, Andy Goldsworthy, Michelangelo Pistoletto, Jean Clareboudt, Erik Samakh…
Ce site est avant tout un lieu de recherche, d'expérimentation et de production où se succèdent des expositions temporaires. Ainsi, au fil des mois et des années, de grands noms ont exposé leurs œuvres dans cet espace consacré aux relations entre l’art et le paysage : Adel Abdessemed, Cyprien Gaillard, Huang Yong Ping, Fabrice Hybert, Koo Jeong A, Claude Lévêque…